# Lorenzo Gibelli

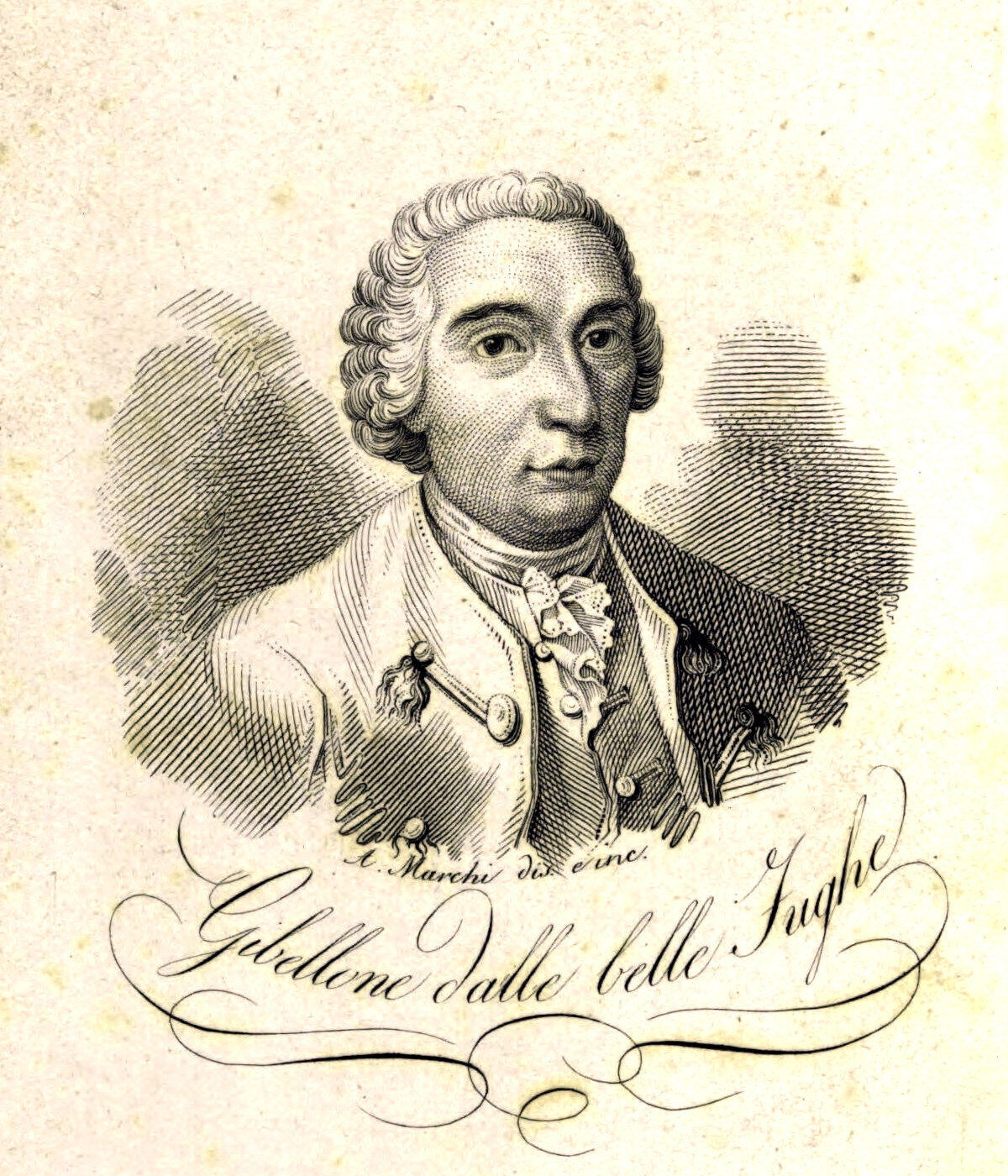
Lorenzo Gibelli

Lorenzo Gibelli (auch als Gibellone bekannt, * 24. November 1718 in Bologna; † 5. November 1812 ebenda) war ein italienischer Komponist, Sänger und Gesangslehrer.

## Leben und Werk
Lorenzo Gibelli wurde am 24. November 1718 in Bologna geboren und studierte dort Musik bei Giovanni Battista Martini. Seine erste musikalische Ausbildung fand in den Chören der großen Kirchen seiner Heimatstadt statt, wo er durch seine ungewöhnlichen stimmlichen Fähigkeiten auffiel.
Er wirkte als Kapellmeister in mehreren Kirchen in Bologna. Besonders hervorzuheben ist in diesem Zusammenhang die Chiesa del Santissimo Salvatore. Er konnte nur eine bescheidene Karriere als Opernsänger vorweisen, obwohl er eine Stimme mit einem außergewöhnlich breiten Stimmumfang vom Bass bis zu den tiefen Tenortönen hatte. Als Gesangslehrer wurde er sehr hoch geschätzt. Unter seinen Schülern waren die Kastraten Girolamo Crescentini und Francesco Roncaglia wie auch der Tenor Matteo Babbini.
Als Kompositionsschüler von Pater Martini teilte er dessen Neigung, in der Kompositionssprache die strenge römische Kontrapunkttradition mit den künstlerischen Bedürfnissen des 18. Jahrhunderts – rationale Einfachheit und galante Klarheit in der Komposition – zu vermitteln. Er schuf fünf Opern, fünf Oratorien und über 400 geistliche Musikstücke, von denen viele nicht überkommen sind.

## Werke
Die folgende Liste basiert auf den Angaben bei Grove Music Online und Corago.

### Bühnenwerke
- Corallo e Rosetta, intermezzo per musica (mit Giuseppe Pignatelli); Libretto: Giampietro Tagliazucchi; Herbst 1740, Sassuolo[3]
- Diomeda, dramma per musica (Pasticcio); Libretto: Francesco Passarini; 5. September 1741, San Giovanni in Persiceto, Teatro de’ sig. Accademici Candidi Uniti[4]
- Gli sponsali di Enea, dramma per musica (Pasticcio); Libretto: Francesco Passarini; 15. August 1744, Bologna, Teatro Formagliari; 1747 auch in Cesena[5]
- Evergete, dramma per musica; Libretto: Francesco Silvani und Domenico Lalli; 16. November 1748, Venedig, Teatro San Giovanni Grisostomo[6]
- Demetrio, dramma per musica; Libretto: Pietro Metastasio; Oktober 1751, Alessandria, Teatro Solerio[7]
- Il filosofo Anselmo e Lesbina, intermezzo

### Oratorien
Nur die Libretti sind erhalten.
- Davidde in Terrebinto; 1744
- Gionata figliuol di Saule; 1752
- Giuseppe riconosciuto, componimento sacro; Libretto: Pietro Metastasio; Rogazioni minori 1762, Castel San Pietro, oratorio della veneranda Arciconfraternita del SS. Sacramento; weitere Aufführungen 1765 in Bologna und Castel San Pietro[8]
- La Passione del Signore; 1763
- La passione e morte di Gesù Cristo; 1785

### Andere geistliche Werke
- Cantata; Libretto: G. Montanari; 1761
- Messe für vier Stimmen und Instrumente
- zwei Kyrie – Gloria für vier Stimmen und Instrumente
- zwei Credo für vier Stimmen und Instrumente
- zwei Confitebor für zwei bis drei Stimmen und Instrumente
- Domine ad adjuvandum für vier Stimmen und Instrumente
- Laudate pueri für drei Stimmen und Instrumente
- Regina coeli für vier Stimmen

### Lehrwerke
- Solfeggi für Bass, Tenor und Basso continuo